# Robert Loewicke
Robert Loewicke (* 15. August 1836; † 3. Februar 1917 in Berlin) war ein deutscher Schriftsteller.

## Leben
Loewicke studierte Philologie an der Albertus-Universität Königsberg und renoncierte am 3. Mai 1857 mit Johannes Mahraun beim Corps Baltia Königsberg. Zum Dr. phil. promoviert, lebte er als Privatlehrer und Autor von Kinder- und Jugendliteratur in Pankow.  Er war Mitglied des Allgemeinen Deutschen Reimvereins und veröffentlichte gelegentlich Gedichte in Schorers Familienblatt.

## Werke
- mit Julius Schnorr von Carolsfeld und Ludwig Sckell: Knackmandeln und harte Nüsse. Verstandesübungen, arithmetische Aufgaben und Scherze, Räthsel.  Nebst einem Anhang mit Spielen für die Jugend und ihre Freunde. Stuttgart 1876. GoogleBooks
- Rätselschatz. Eine Sammlung deutscher poetischer Rätsel, Charaden, Homonyme, Palindrome, Anagramme, Arithmogriphe, Logogriphe, Rösselsprünge und Citaten-Rätsel. Süddeutsches Verlags-Institut (Hänselmann), Stuttgart 1888. (Digitalisat)
- Spielbuch enthaltend Gesellschaftsspiele, Auslösen der Pfänder, Rätsel, Charaden etc., Flemming, Glogau 1887.(Digitalisat)
- mit Julius Lohmeyer, Fr. Reimund und E. Unger: Des Jahres Freuden. Ein heiteres Kinderbuch, 1890. GoogleBooks